# Сенді Седдлер
Джозеф «Сенді» Седдлер (англ. Joseph «Sandy» Saddler; 23 червня 1926 — 18 вересня 2001) — американський професійний боксер напівлегкої ваги, дворазовий чемпіон світу (1948—1949, 1950—1956).
У 1990 році введений до Міжнародної зали боксерської слави.
У 2003 році посів 5-те місце у списку 100 найкращих панчерів усіх часів за версією журналу «The Ring».

## Життєпис
Народився в місті Бостон, штат Массачусетс, США.
У професійному боксі дебютував 7 березня 1944 року перемогою над Ерлом Ройсом. У наступному бою поступився єдиним за всю боксерську кар'єру нокаутом Джоку Леслі.
29 жовтня 1948 року у двобої за титул чемпіона світу в напівлегкій вазі нокаутував свого співвітчизника Віллі Пепа, ставши новим чемпіоном світу. 11 лютого 1949 року одноголосним рішенням суддів за очками програв чемпіонський бій-реванш. Цей поєдинок був визнаний «боєм року» за версією журналу «The Ring».
6 грудня 1949 року у двобої за вакантний титул молодіжного чемпіона світу в легкій вазі переміг розділеним рішенням суддів кубинця Орландо Зулуета. 18 квітня наступного року захистив свій титул, перемігши технічним нокаутом мексиканця Лауро Саласа.
8 вересня 1950 року на «Yankee Stadium» у Бронксі знов зустрівся з Віллі Пепом у поєдинку за звання чемпіона світу в напівлегкій вазі. Бій завершився перемогою Сенді Седдлера, оскільки через травму плеча, якої зазнав наприкінці 7-го раунду, Віллі Пеп відмовився від продовження поєдинку у 8-му раунді.
28 лютого 1951 року також захистив свій титул молодіжного чемпіона світу у легкій вазі, нокаутувавши кубинця Дієго Соса.
Неодноразово вдало захищав свій чемпіонський титул аж до закінчення боксерської кар'єри у 1956 році через травму ока, отриману внаслідок ДТП.
Займався тренерською діяльністю. Допомагав тренувати молодого Джорджа Формана, зокрема, під час його першого чемпіонату світу у важкій вазі.
Мешкав у Нью-Йорку, де й помер.